# Bercenay-le-Hayer
 Bercenay-le-Hayer  là một xã ở tỉnh Aube, thuộc vùng Grand Est ở phía bắc miền trung nước Pháp.